# 高根正昭
高根 正昭（たかね まさあき、1931年6月1日 - 1982年9月2日）は、日本の社会学者。

## 略歴
東京出身。1954年学習院大学法学部政治学科卒業、1965年スタンフォード大学大学院コミュニケーション専攻修士課程修了、1972年カリフォルニア大学大学院社会学専攻博士課程修了、社会学博士。カリフォルニア州立大学助教授を経て、上智大学教授となった。直腸癌のため51歳で死去した。

## 著書
- 『日本の政治エリート 近代化の数量分析』中公新書 1976
- 『創造の方法学』講談社現代新書 1979
- 『知的競争社会のすすめ』東洋経済新報社(東経選書) 1980

### 共著
- 『非行文化の時代 新しいライフスタイルの創造』佐伯彰一共著 紀尾井書房 1982

### 翻訳
- エリック・ホッファー『大衆』紀伊国屋書店 1961
  - エリック・ホッファー『大衆運動』紀伊国屋書店 1969、改題・度々再刊
- 『未来のための知恵 ダニエル・ベル「あすを語る」』訳編 中日新聞東京本社・東京新聞出版局 1977

## 論文
- <高根正昭